# Илопанго (озеро)
Илопанго (Иллабаско, Кахутепекуэ; исп. Lago de Ilopango) — вулканическое озеро в кальдере вулкана Илопанго в центральном Сальвадоре, рядом со столицей страны Сан-Сальвадором. Кальдера, содержащая второе по величине озеро страны, расположена к востоку от столицы и имеет скалистые берега высотой 100—500 м. Из озера на востоке вытекает река Хибоа, впадающая в Тихий океан.

## Галерея

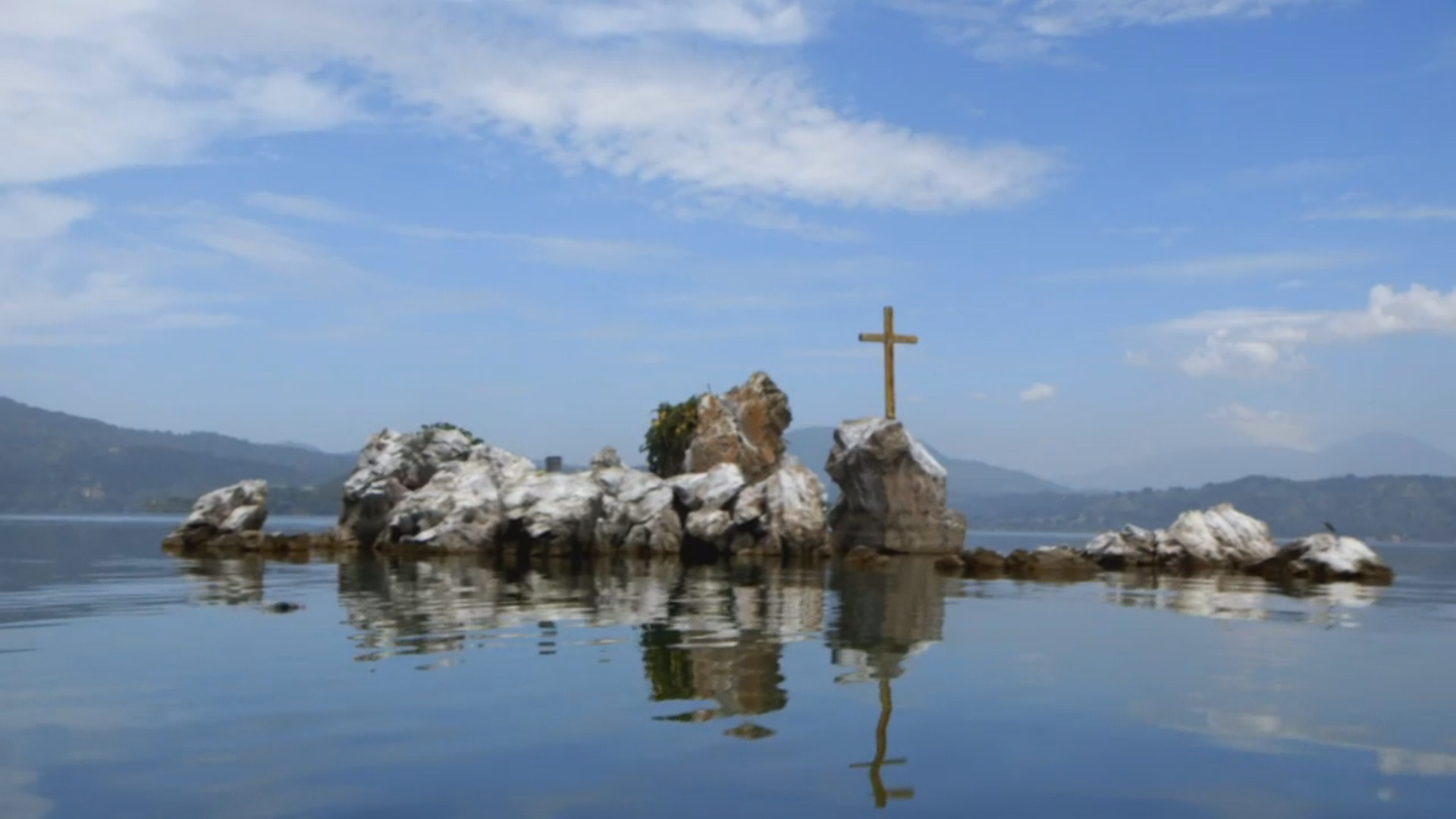
Островок Сан-Кристобаль — результат последнего извержения.
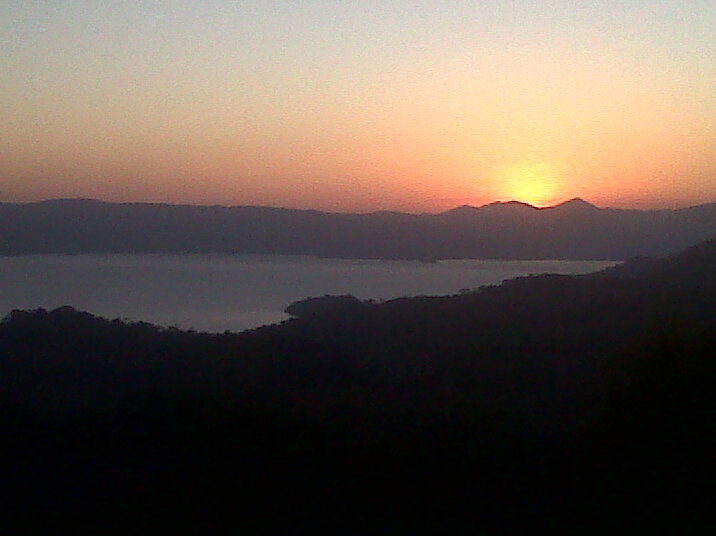
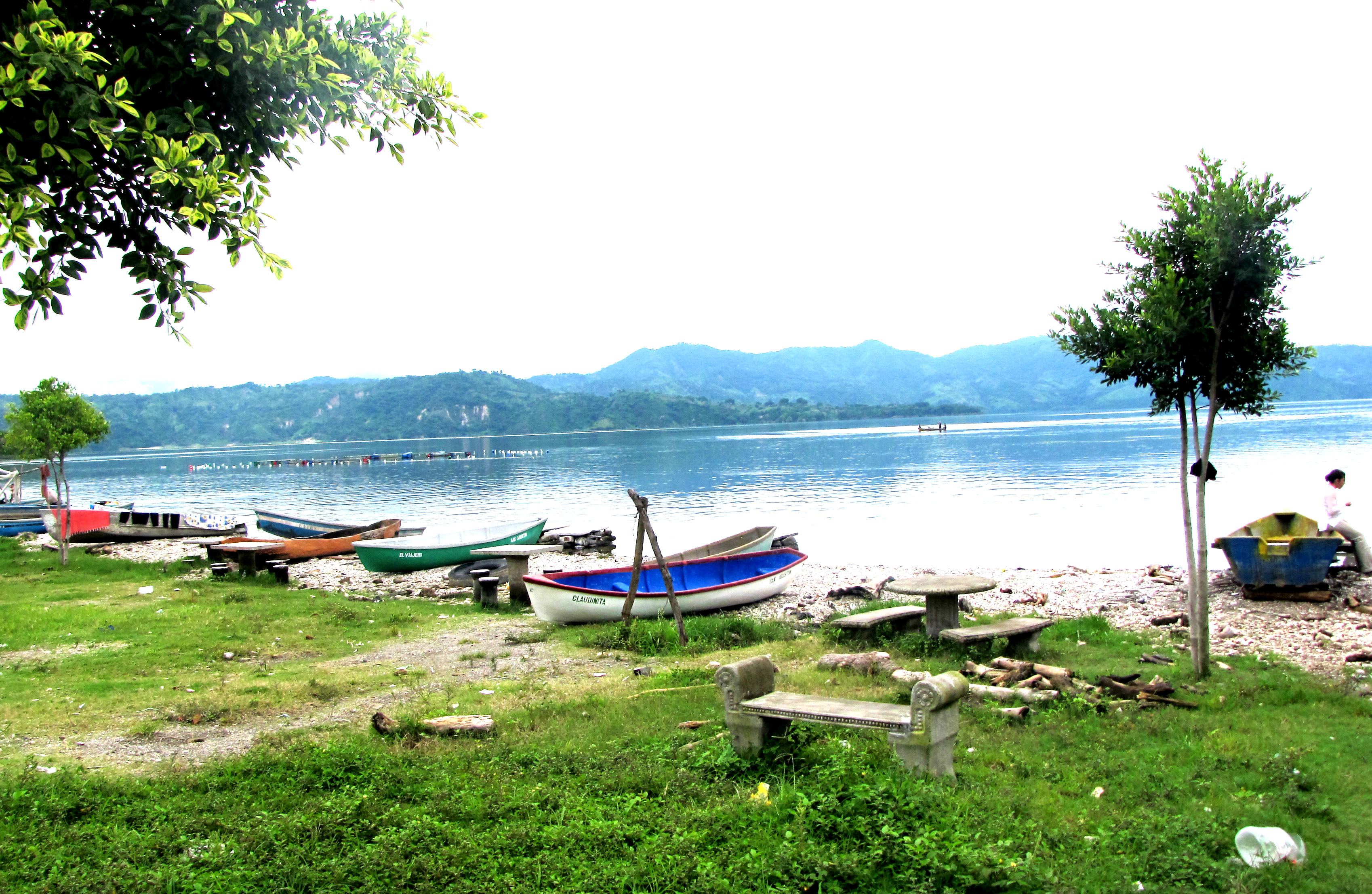
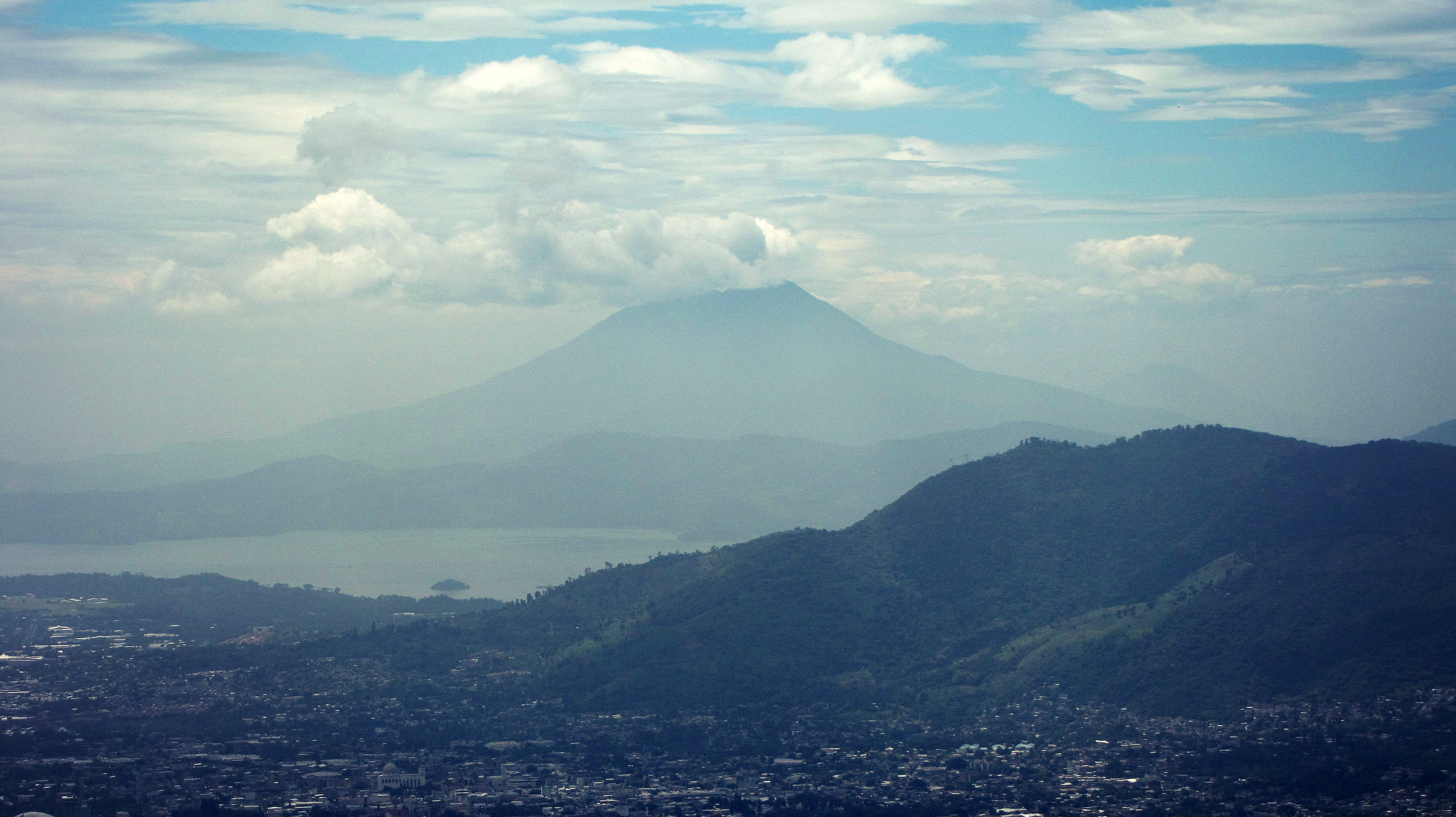
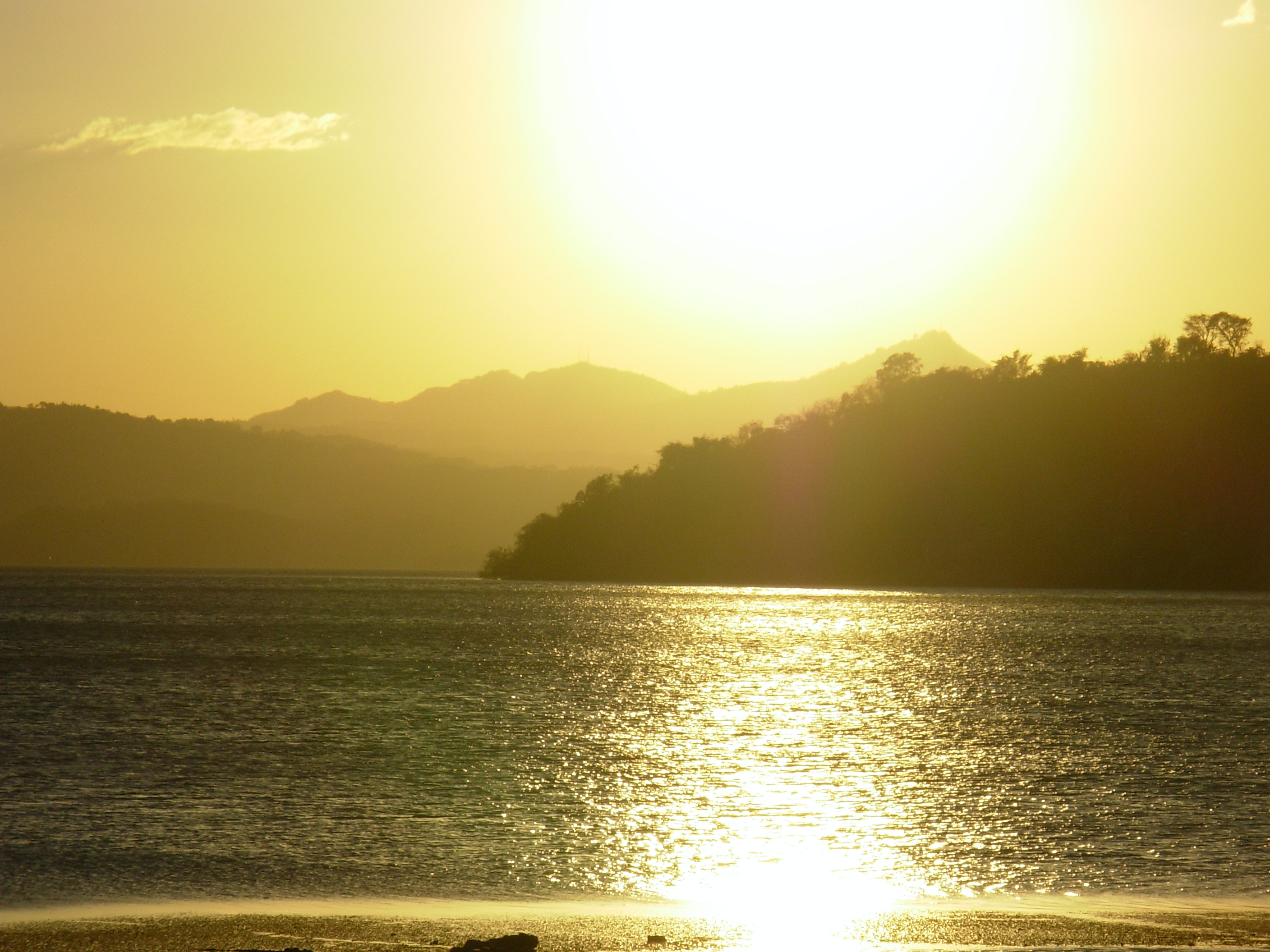
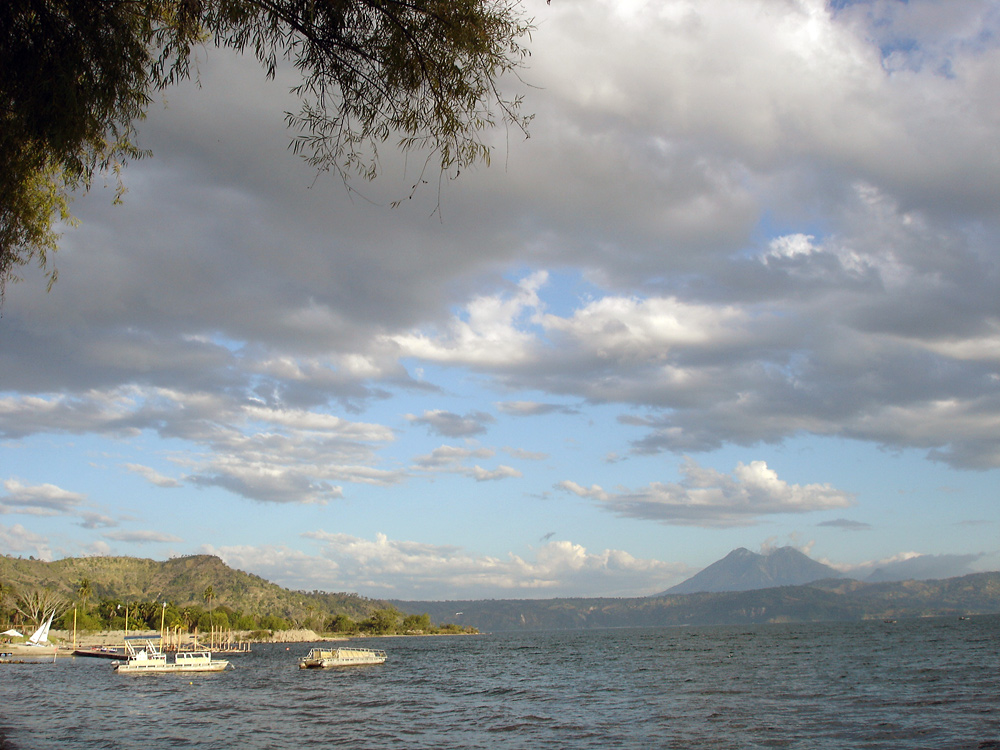